# اختبار إعادة توجيه الكويكب المزدوج
اختبار إعادة توجيه الكويكب المزدوج (DART) هي مهمة فضائية مخططة للولايات المتحدة تهدف لدراسة استخدام مسبار التصادم الحركي في تحريف كويكب عن مساره
DART هو مشروع مشترك بين وكالة ناسا ومختبر جونز هوبكنز للفيزياء التطبيقية (APL) ، الذي يديره مكتب تنسيق الدفاع الكوكبي التابع لناسا، مع العديد من مختبرات ومكاتب ناسا التي تقدم الدعم الفني. يساهم الشركاء الدوليون، مثل وكالات الفضاء في أوروبا وإيطاليا واليابان، في مشاريع ذات صلة أو لاحقة.
في أغسطس 2018 ، وافقت وكالة ناسا على المشروع لبدء مرحلة التصميم والتجميع النهائية. وتم الإطلاق في 24 نوفمبر 2021 ، مع حدوث التصادم في الفترة ما بين 26 سبتمبر 2022 و 2 أكتوبر 2022.